# 洪承栋宅及花园
洪承栋宅及花园即得意堂，位于安徽省黄山市徽州区岩寺镇洪坑村。
洪承栋宅及花园建于明代，毗邻洪氏宗祠（现村小学）。洪承栋，字画云，清代道光、咸丰、同治年间，洪承栋历任浙江海盐、武义、云和、江山等县知县。1942年，日军逼近江西上饶，上饶集中营部分移至洪坑村，关押皖南事变中被捕的新四军游击队，其中第一区队驻洪氏宗祠及得意堂。2008年列为黄山市文物保护单位。